# Бурнашева, Екатерина Павловна
Екатерина Павловна Бурнашева (1819—1875) — русская писательница, переводчица

 и педагог; младшая сестра переводчицы Марии Бурнашевой, знавшей девять языков.

## Биография
Екатерина Бурнашева родилась 2(14) января 1819 года в городе Пензе. По окончании образования в Главном немецком училище святого Петра (Петришуле) она продолжала совершенствоваться в иностранных языках и литературе под руководством К.  П. Гроссгейнриха и А. В.  Никитенко и основательно ознакомилась с восемью языками (французским, немецким, английским, итальянским, латинским, греческим, испанским и португальским).
Первым ее литературным опытом были стихи, переведенные с французского, итальянского и немецкого языков, которые были напечатаны под псевдонимом в 1842—1843 гг. в литературном альманахе «Северная лира»; затем она помещала оригинальные статьи в детских журналах «Звездочка» и «Луч».
Посвятив себя также воспитательному делу и приобретя большой педагогический  опыт (в 1851—57 гг. была классной дамой в Императорском воспитательном обществе благородных девиц (позднее Смольный институт благородных девиц), потом по 1868 год в Николаевском сиротском институте), Бурнашева одновременно помещала педагогические статьи в журналах «Воспитатель» и «Учитель».
Переводы Е. П. Бурнашевой печатались во множестве журналов; в том числе, в «Русской старине» был помещен её перевод с французской рукописи, «Записки де ла Флиза о походе великой армии в 1812 году» имеющей большую историческую ценность.
Отдельными изданиями вышли:
1. «Гувернантка», случай в драматической форме.
2. «Переписка учениц с наставником». Статьи для переводов на французский и немецкий языки с приложением словаря. (Это переписка Е. П. Бурнашевой с ее учителем К. В. Гроссгейнрихом), СПб., 1861 г. Труд этот был одобрен Учебным комитетом.
3. «Путешествие на Корсику, на остров Эльбу и в Сардинию». Сочинение Валери. Перевод с французского, СПб., 1846. В двух частях.
4. «Сигизмунд Рюстиг, бременский штурман новый Робинзон», сочинение капитана Марриэта. Перевод с английского, СПб., 1856.
5. «Елизавета Кульман и ее стихотворения». Сочинение Гроссгейнриха. Перевод сестёр Екатерины и Марии Бурнашевых с немецкого, СПб., 1849[4].

Екатерина Павловна Бурнашева умерла 9(21) мая 1875 года в городе Санкт-Петербурге.